# Hermann Seifarth
Carl (Karl) Hermann Seifarth (* 20. April 1820 in Untermhaus; † 17. April 1892 in Gera) war ein deutscher Verwaltungsbeamter und Politiker.

## Leben
Seifarth war der Sohn des Hofkantoristen Christian Friedrich Traugott Seifarth und dessen Ehefrau Christiane Dorothea geborene Kneisel. Er war evangelisch-lutherischer Konfession und heiratete am 24. Mai 1847 in Saalburg Caroline Amalie Jahn (* 23. Juni 1828 in Saalburg; † 4. Juni 1895 in Gera), die Tochter des fürstlichen Rates Heinrich Jahn in Saalburg. Die gemeinsame Tochter Clara Elise heiratete 1887 den Kaufmann und Abgeordneten Hermann Weber.
Seifarth besuchte das Rutheneum in Gera und studierte dann 1839 bis 1843 Staats- und Rechtswissenschaften. Nach dem Studium war er zunächst Kandidat in Untermhaus und wurde dann am 20. August 1845 zum Notar in Reuß jüngerer Linie ernannt. 1845 wurde er auch Bürgermeister und Stadtschreiber in Untermhaus. Von 1845 bis 1846 war er auch Notar und Stadtschreiber in Saalburg. 1848 erhielt er die Zulassung als Advokat an den Untergerichten des Fürstentums und 1858 als Obergerichtsadvokat. 1866 bis 1871 war er Kreisgerichtsrat am Kreisgericht Gera. Ab 1867 war er Regierungskommissar für Landrentenangelegenheiten. Vom 6. September 1879 bis zu seiner Pensionierung am 1. Oktober 1884 war er Landrat im Landkreis Gera. 
Neben diesen Tätigkeiten war er ab 1872 Mitglied im Kompetenzgerichtshof, 1871 Mitglied der Deputation für das Heimatwesen, Direktor des Land-Feuersocietät und des Bezirksarmenhauses in Tinz.
Vom 15. September 1853 bis zum 17. Juni 1854, vom 1. Oktober 1857 bis zum 5. April 1865, vom 24. November 1868 bis zum 31. Dezember 1869 und vom 24. Mai 1870 bis 1871 war er Abgeordneter im Landtag Reuß jüngerer Linie. Dort war er vom 24. Mai 1870 bis zum 15. Juni 1871 Landtagsvizepräsident.
1871 war er erfolglos Kandidat der DRP im Reichstagswahlkreis Reuß jüngerer Linie. Er war Mitglied des Gemeinderats der Stadt Gera.

## Auszeichnungen
- fürstliches goldenes Ehrenkreuz (1875)
- Ritterkreuz I. Klasse des herzoglich Sachsen-Ernestinischen Hausordens (1874)
- Ritterkreuz I. Klasse des großherzoglich sächsischen Hausordens der Wachsamkeit oder vom weißen Falken (1877)
- Ritterkreuz I. Klasse des königlich sächsischen Albrechts-Ordens (1884)